# Metasia perfervidalis
Metasia perfervidalis là một loài bướm đêm trong họ Crambidae. Chúng thường được tìm thấy ở Cộng hòa Dân chủ Congo (Katanga), Kenya và Nam Phi.